# Pin nickel oxyhydroxide
Pin nickel oxyhydroxide (viết tắt NiOx, mã IEC: Z) là một loại pin sơ cấp. Nó không thể sạc lại và phải được xử lý sau một lần sử dụng. Pin NiOx có thể được sử dụng trong các ứng dụng có mức tiêu hao năng lượng cao như máy ảnh kỹ thuật số.
Pin NiOx được sử dụng trong các ứng dụng tiêu hao ít năng lượng, có tuổi thọ tương tự như pin kiềm. Pin NiOx tạo ra điện áp cao hơn (1,7V) so với pin kiềm (1,5V) có thể gây ra sự cố ở một số sản phẩm, chẳng hạn như thiết bị bằng bóng đèn sợi đốt (chẳng hạn như đèn pin) hoặc các thiết bị không có bộ điều chỉnh điện áp.

## Cấu trúc
Pin nickel oxyhydroxide khác với pin kiềm tiêu chuẩn ở quy trình sản xuất và thành phần hóa học.

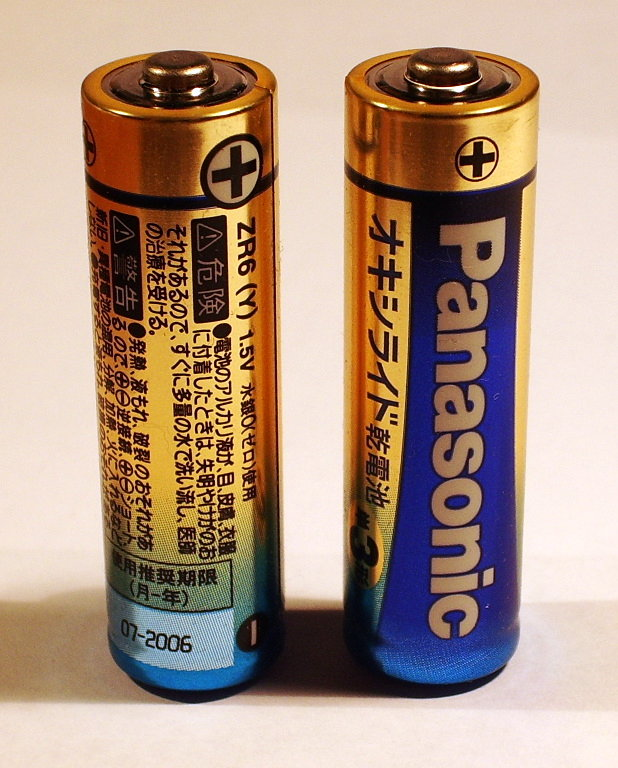
Pin kẽm-nickel oxyhydroxide

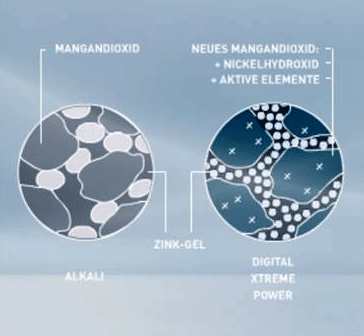
Cấu trúc cực âm của pin oxyride so với pin kiềm truyền thống

Sự khác biệt về mặt hóa học là việc bổ sung nickel oxyhydroxide vào mangan dioxide và than chì cho cathode, dẫn đến điện áp không tải là 1,7 V DC trên mỗi ô. Các tế bào duy trì điện áp trung bình cao hơn trong quá trình phóng điện so với pin kiềm, có thể gây ra chỉ báo sai trong thiết bị theo dõi điện áp pin dưới dạng chỉ báo về thời gian hoạt động còn lại.
Than chì có hạt mịn hơn ở cực âm và quy trình rót chân không (vacuum pouring process) đưa lượng chất điện phân cao hơn vào tế bào được sử dụng trong quá trình sản xuất tế bào nickel oxyhydroxide.